# Мордвиново (платформа)

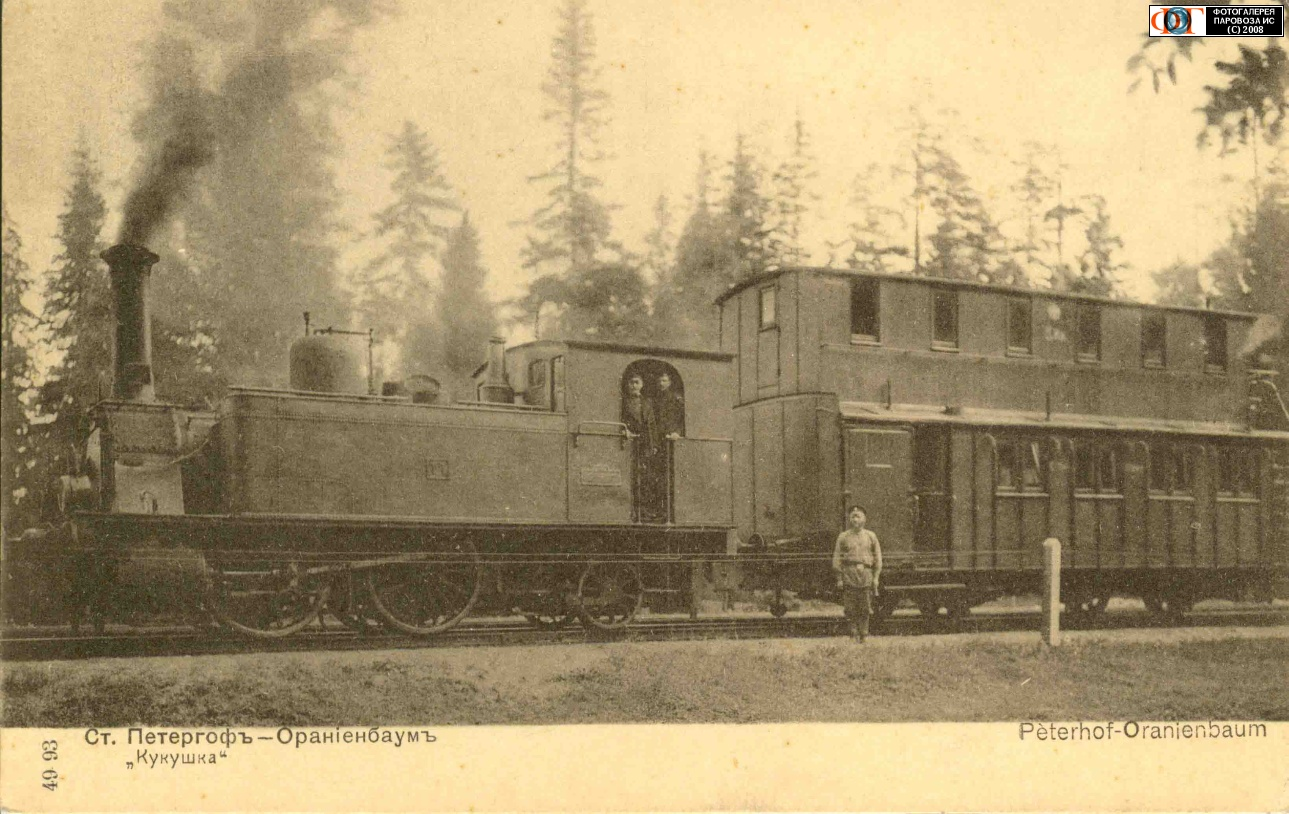
Первая «Кукушка» — поезд местного сообщения на линии Петергоф-Ораниенбаум, 1864 г.

Мордвиново — остановочный пункт в Ломоносове на перегоне Старый Петергоф — Ораниенбаум I, построенный в 1864 году и разобранный в 1920-х годах. Располагалась рядом с путепроводом в створе улицы Связи.

## История
Платформа была построена в 1864 году для так называемых «летних» составов: к танк-паровозу без тендера, имевшему топливные баки по бокам котла, прицеплялся двухэтажный вагон. Эти поезда ходили по перегону Старый Петергоф — Ораниенбаум I.
Платформа была демонтирована в 1920-х годах, на данный момент никаких следов от сооружения не осталось.